# Сенгалевич Михайло
о. Миха́йло Сенгале́вич (варіанти написання прізвища Сінгалевич, Сінґалевич; 1823 — 29 грудня 1894, Львів) — український греко-католицький священник, крилошанин, посол (депутат) Австрійського парламенту.

## Життєпис
Висвячений у сан священника в 1847 р. В 1848–1849 рр. — вікарій парафії у Снятині, в 1850–1854 рр. — капелан і сповідник львівського архиєпископа Михайла Левицького. В 1855—1873 рр. — парох у Росохачі і в 1866–1873 рр. — декан Жуківського деканату. Був радником і канцлером (1873–1883) та схоластиком (1883–1887) греко-католицької митрополичої консисторії, а від 1887 р. і аж до смерті — архіпресвітером капітули львівської архиєпархії. З 1885 р. — почесний прелат Його Святості. У 1891 році взяв участь у Львівському синоді.
Помер 29 грудня 1894 року у Львові і був похований у гробниці галицьких митрополитів і крилошан на Личаківському цвинтарі.

## Громадська діяльність
У 1885 р. став послом (депутатом) VII скликання австрійського парламенту від 16-го округу (Калуш—Войнилів—Долина—Болехів—Бібрка—Ходорів). На виборах за підтримки митрополита Сильвестра Сембратовича переміг Юліана Романчука. В парламенті був членом Руського клубу.